# Kaempferia filifolia
Kaempferia filifolia är en enhjärtbladig växtart som beskrevs av Kai Larsen. Kaempferia filifolia ingår i släktet Kaempferia och familjen Zingiberaceae.
Artens utbredningsområde är Thailand. Inga underarter finns listade i Catalogue of Life.